# 龟区

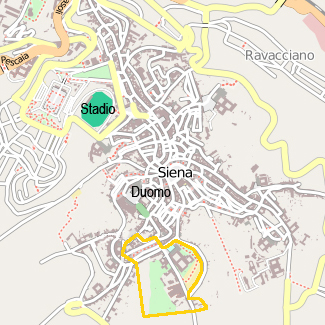
位置

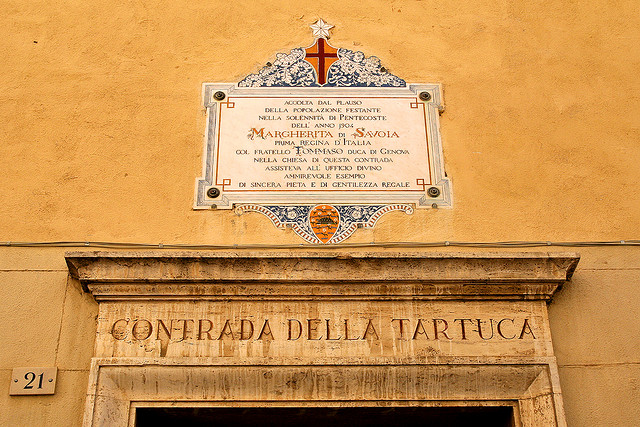
区公所

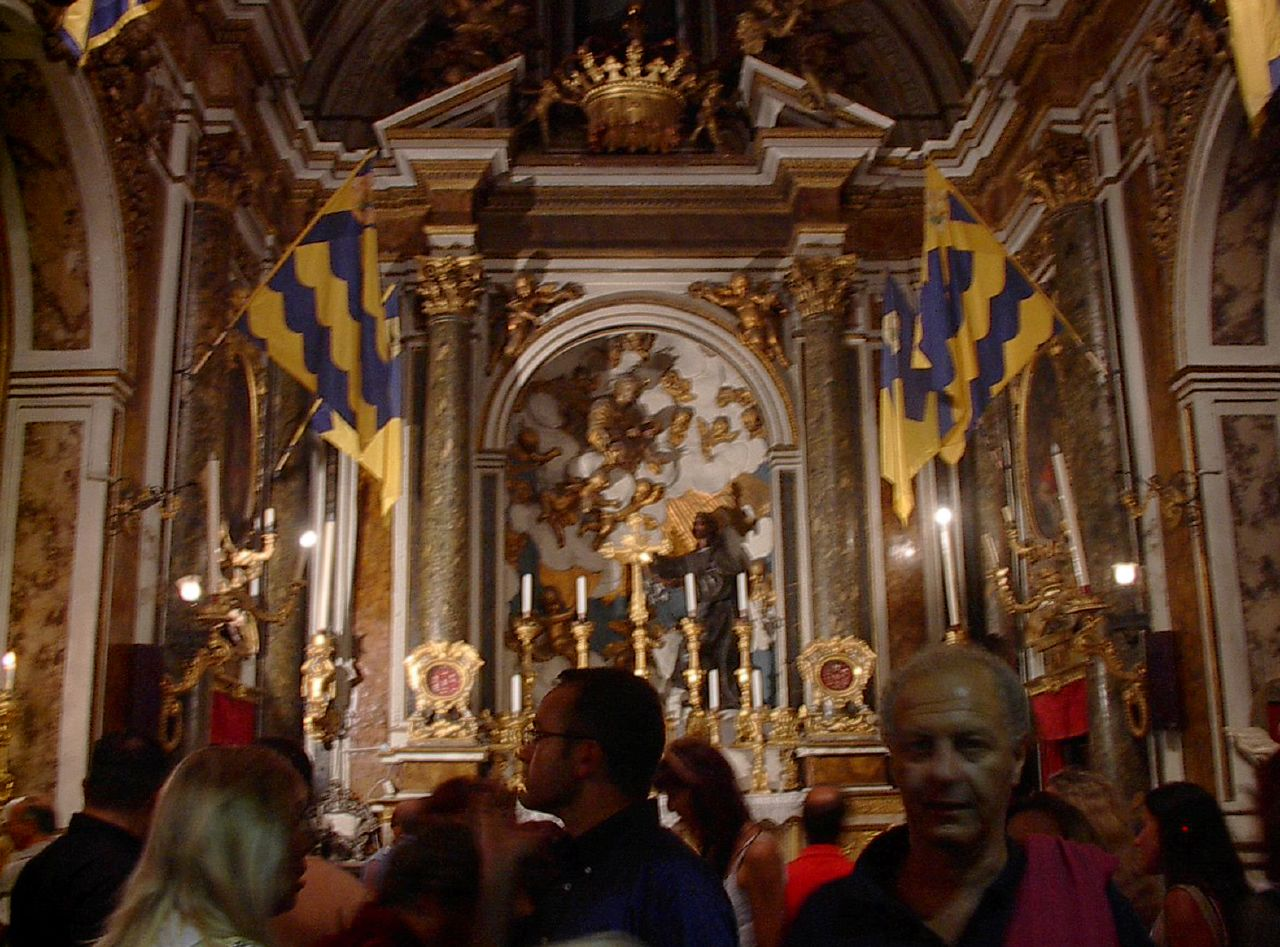
圣安多尼堂内，2002年8月16日

龟区（Contrada della Tartuca）是意大利锡耶纳的17个堂区之一。位于城市南端的杜菲门（Porta Tufi）附近。传统上，该区居民为雕塑家。
该区标志是龟与雏菊。区旗为黄色和深蓝色。
该区盟友为独角兽区、贝壳区、波浪区和森林区。敌人是蜗牛区。
该区的主保是圣安多尼，庆祝日是6月13日。

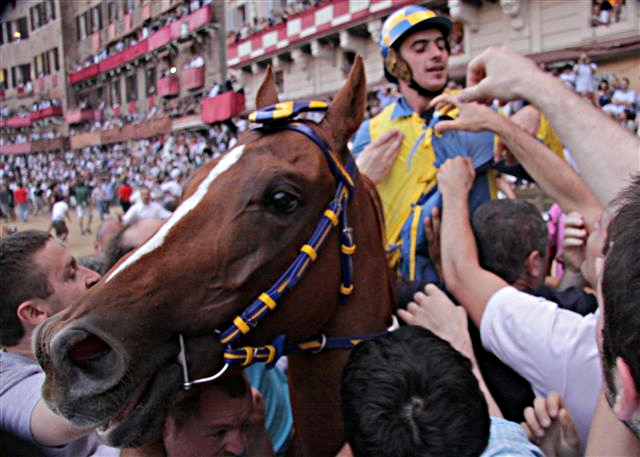
Giuseppe

该区最后一次在锡耶纳赛马节中获胜是在2010年8月16日。历史上该区共获胜47次。
该区的格言为“力量和耐力的房子”（Forza e costanza albergo）。 